# Monasterio de Santa María (Junquera de Espadañedo)
El Monasterio de Santa María de Junquera de Espadañedo es de origen medieval y podría definirse como, la joya oculta de la Ribeira Sacra. [cita requerida]

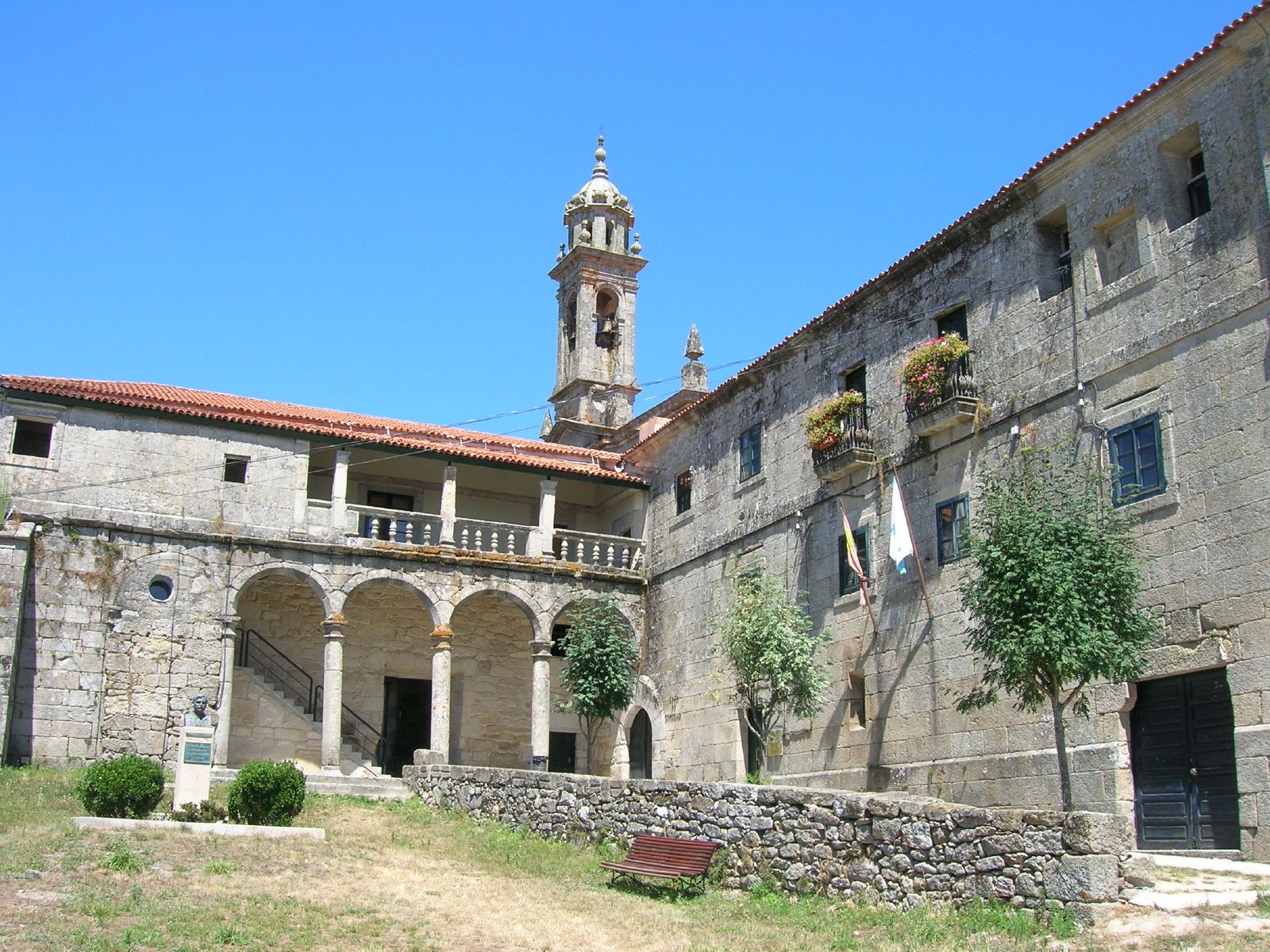
Iglesia del monasterio

## Localización
El monasterio se localiza en el corazón de Ribeira Sacra, en el municipio (concello) de Junquera de Espadañedo, a 25 min de la capital de la provincia, Orense, por la comarcal OU-536.

## Historia
Los orígenes del Monasterio de Junquera de Espadañedo podrían estar, como gran parte de los monasterios de Ribeira Sacra, en un cenobio familiar de la Alta Edad Media. Este pequeño monasterio se continuaría en una fundación benedictina y a finales del siglo XII y amparado por el vecino monasterio de Montederramo, Junquera se unirá a la orden del cister.
Los siglos XII-XIII son prósperos para Junquera de Espadañedo pues a partir de los privilegios que los reyes otorgan al monasterio y gracias, tanto a las donaciones como a economía, los monjes amplían su patrimonio lo que les permite construir un impresionante templo al que se adosa el monasterio románico
El final de la Edad Media y comienzos de la Edad Moderna se caracteriza por la ruina de los cenobios causada, tanto por la relajación de la Regla como el desgobierno de los abades comendatarios, terribles administrad que esquilman el patrimonio del monasterio. En este periodo, el monasterio perderá su independencia y se convierte en priorato de Montederramo hasta que a mediados del siglo XVI entra a formar parte de la Orden de Castilla, recobra su independencia e inicia una nueva etapa de esplendor que se reflejará en la construcción y reconstrucción de las dependencias monacales.
El final del monasterio como centro cultual llegará con la Desamortización de 1836. Casi 150 años después, el 12 12 de diciembre de 1980, se recupera el abandonado monasterio cuando su iglesia es declarada Monumento histórico-artístico (actualmente BIC). Desde entonces es un enclave cultural que se beneficiará de importantes intervenciones.

## Arte
Del primitivo monasterio medieval solo queda la iglesia, un interesante ejemplo del románico tardío (siglo XIII) que caracteriza gran parte del arte cisterciense de la provincial.
Junquera, si bien presenta los rasgos de sencillez que caracterizan a la orden cisterciense, no responde exactamente al llamado “Plan Bernardino”. Frente a la planta de cruz latina con cabeceras cuadradas, nos encontramos con una estructura inspirada en la tradición local que como Junquera de Ambía o Santa Marina de Aguas Santas opta por planta basilical de tres naves rematadas en tres ábsides semicirculares, el mayor precedido por un tramo recto.
Las huellas del románico tardío, ya casi gótico, se dejan ver tanto en la arquitectura como en la escultura de sus capiteles: respecto a la arquitectura, en el apunte de los arcos y en la bóveda ojival del presbítero; por lo que se refiere a la escultura, la sencillez y el esquematismo, característicos del cister, presiden capiteles, altar y pila bautismal. Pero esta sencillez ornamental, en ocasiones, desaparece, devolviendo al espacio de los capiteles su función original, contar historias.
Así pues, junto a los capiteles vegetales, los maestros de Junquera nos sorprenden con interesantes capiteles historiados.
La llegada de la Reforma y la adhesión a la Orden de Castilla, mediados del XVI, propicia la renovación, tanto de las infraestructuras, muy arruinadas, como de los interiores que deben adaptarse a nuevas sensibilidades externas, Tridentina e internas propias de la Orden.
Las capillas de los ábsides medievales se cubren con retablos Modernos que resaltan los orígenes del cister con novedosos programas iconográficos en los que, junto con la preeminencia de María, se busca exaltar el monacato occidental.
El primero de los retablos se sitúa en el ábside mayor y tiene en su centro la hermosa talla manierista de la Asunción-Coronación. Flanqueando a María, en el cuerpo inferior, Adoración de pastores y Epifanía (primera teofanía de Jesús encarnado); en el cuerpo superior Presentación en el templo y Circuncisión (aceptación de la Ley mosaica). Corona la calle central la imagen de la Salvación con la escena del Calvario.
El segundo grupo de retablos (siglo XVII) se sitúa en la mitad del templo. A la derecha María visitando a su prima Santa Isabel, o la primera manifestación del hijo de Dios (según San Lucas, al escuchar Isabel el saludo de María, el niño dio saltos en su vientre e Isabel se sintió llena del Espíritu Santo). A la izquierda la Transfiguración de Cristo que se eleva sobre los Apóstoles en compañía de Moisés y Elias.
Finalmente los retablos barrocos (siglo XVIII) que vestirán los ábsides menores buscando la exaltación del monacato occidental en sus dos actores principales: S. Benito de Nursia (redactor de la Regla que se impondrá, a partir del siglo XI, en los monasterios occidentales) y S. Bernardo, reformador y pilar del Cister. Actualmente los retablos están desprovistos de sus imágenes originales y para reconstruir el programa iconográfico Bernardino debemos dirigirnos al retablo, también barroco, del muro norte. En el nos encontramos, en el centro, la potente talla de S. Benito escoltado, a la derecha, por Santa Escolástica, su hermana, y a la izquierda Santa Humbelina, hermana de S. Bernardo.
Estructuras habitacionales del Medioevo están completamente arruinadas y la comunidad se vuelca en la construcción y adecuación de las nuevas instalaciones a la época (Trento) y la Orden de Castilla. Se reharán la Sacristía y el Claustro Regular y se incorpora Hospedería y Portería. No sabemos quien está al frente de las obras del monasterio pero pensamos que tal vez Simón de Monasterio realice las trazas que ejecutará alguno de los Sierra.
El claustro Regular, por su sencillez y elegancia , se diferencia de cualquier otro claustro gallego, trasladándolos a la Toscana del Renacimiento. Son las dovelas pulidas de los arcos, medio punto y carpaneles, las que le confieren ese aire austero y señorial que lo hace único en Ribeira Sacra. Destaca en los antepechos el curioso sistema solar que en origen comprendía cuatro relojes: dos esféricos mirando al mediodía y dos verticales orientados, uno al naciente y otro al poniente (hoy desaparecido). La naturaleza de los relojes era reglar los siete rezos que la estricta regla de San Benito exigía a sus monjes.
La Hospedería y la Portería serán las últimas obras importantes de la Edad Moderna y deben iniciarse una vez concluido el Claustro Regular, a comienzos del siglo XVII. El claustro de la Portería u Hospedería es una estructura que se erige ex novo pues, en el período medieval, las hospederías estaban fuera de los muros del monasterio y los cenobios solo contaban con el templo y el Claustro Reglar. Será en la Edad Moderna cuando las nuevas dependencias, destinadas tanto a huéspedes como a avituallamiento de la comunidad, se incorporen al nuevo monasterio que se comunicará con el exterior a través de la Portería. En este último espacio, Portería, destaca su bóveda de casetones, interesante obra que, por sus similitudes con Montederramo, parece haber sido ejecutada por el mismo equipo que el monasterio madre. Cierra el monasterio la puerta de entrada donde destaca, sobre el muro norte, el escudo de la Congregación de Castilla que preside la entrada al monasterio.
La fachada actual del monasterio se levanta como Neoclásica tras la caída del hastial románico.